# Gene Clark
Harold Eugene Clark (17. listopadu 1944 Tipton, Missouri, USA – 24. května 1991 Sherman Oaks, Los Angeles, Kalifornie, USA) byl americký zpěvák a hudební skladatel. V letech 1964-1966, 1967, 1972-1973 byl členem skupiny The Byrds. V letech 1968-1969 byl členem dua Dillard & Clark. Nahrál také několik sólových alb.